# Begraafplaats van Wimille
De Begraafplaats van Wimille is een gemeentelijke begraafplaats in de Franse gemeente Wimille, departement Pas-de-Calais. De begraafplaats ligt aan de Rue du Cimetière op 550 m ten noorden van het centrum (Église Saint-Pierre). Het terrein ligt op de flank van een heuvel en wordt omsloten door een lage natuurstenen muur. Hierdoor bestaat de begraafplaats uit twee delen met een verschillend niveau, gescheiden door een trap met 23 treden. Aan het einde van het centrale pad staat een kapel.

## Britse oorlogsgraven
Tegen de zuidelijke rand van de begraafplaats liggen 9 graven met gesneuvelde Britse militairen uit de Tweede Wereldoorlog. Twee van hen konden niet geïdentificeerd worden. Zes slachtoffers waren leden van de Royal Air Force, de Royal New Zealand Air Force of de Royal Canadian Air Force en bemanden een Wellington bommenwerper die op 12 maart 1941 werd neergehaald door vijandelijk luchtafweergeschut (FLAK). Het zevende slachtoffer is piloot Rowland Clifford Jones die stierf op 5 februari 1941.
Hun graven worden onderhouden door de Commonwealth War Graves Commission en staan er geregistreerd onder Wimille Communal Cemetery.